# Brachylomia suffusa
Brachylomia suffusa är en fjärilsart som beskrevs av W. Warren 1910. Brachylomia suffusa ingår i släktet Brachylomia och familjen nattflyn. Inga underarter finns listade i Catalogue of Life.